# Hank Levine
Hank Levine, ou Hank Levy, nascido como Hans-Werner Maria Stumpf (Bonn, 29 de junho de 1965) é um alemão fotógrafo, DJ, produtor, diretor e autor de documentários e longas-metragens.

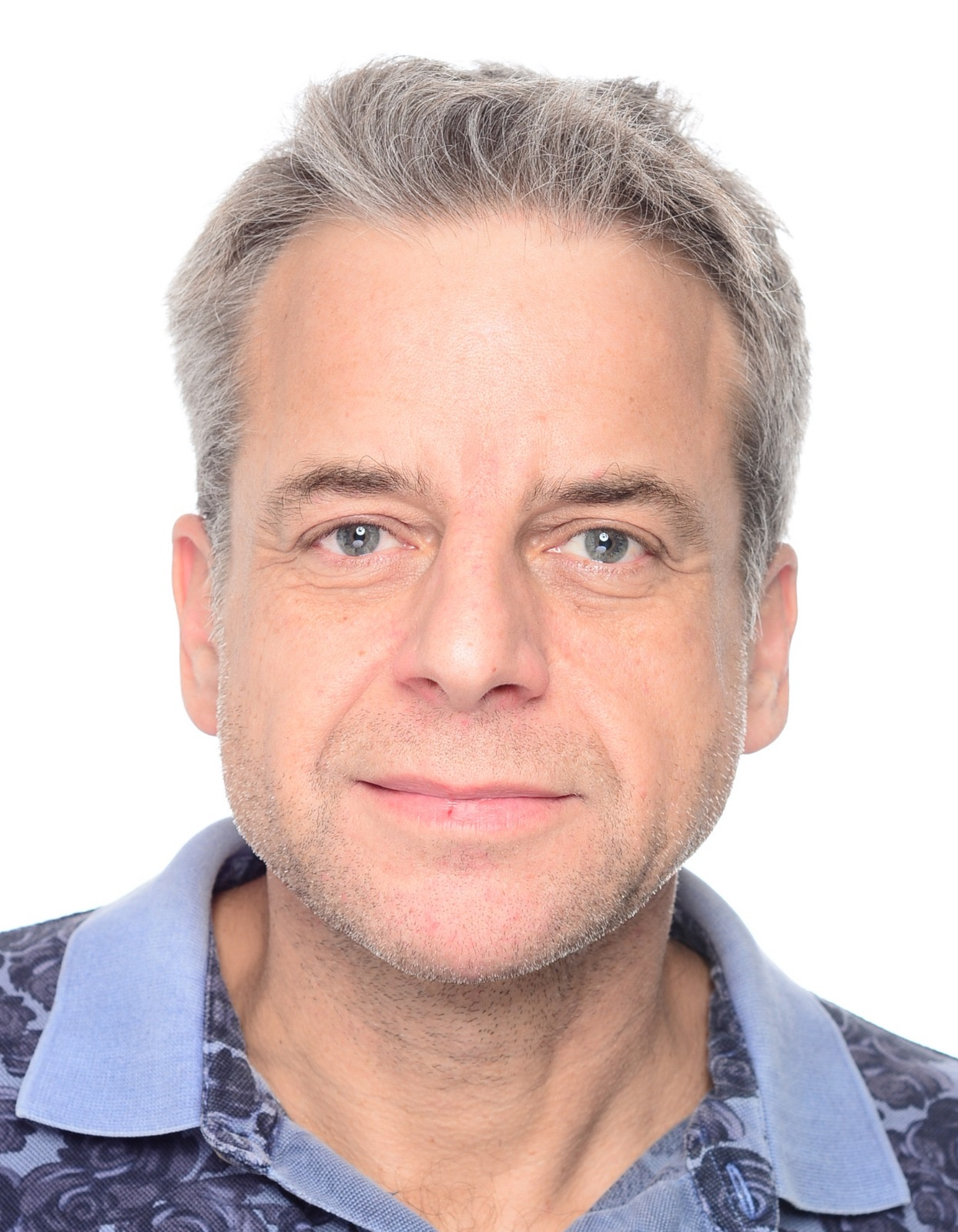
Hank Levine

## Vida e trabalho
Hank Levine passou os primeiros anos da sua vida na cidade de Hennef (Sieg). Quando tinha 11 anos, seu o pai cometeu suicídio. Um importante mentor na vida de Hank foi Otto Bodnar Büchler, um amigo da família com raízes húngaras e judaicas, que encontrou refúgio na Alemanha Ocidental em 1956. Ele era editor e jornalista da revista de ciências políticas Komet, com sede em Düsseldorf.
Hank viveu com os avós durante vários anos, em 1985 concluiu o ensino secundário e estudou Direito em Marburg durante alguns semestres. Em 1988, transferiu seu curso para Ciências Econômicas em Bonn e, a partir de 1990, na Freien Universität Berlin, concluindo seu mestrado como economista com foco em Jornalismo e Indústria Cinematográfica Européia.
Ainda estudante, começou a rodar curtas-metragens experimentais e  trabalhou como ator em Teatros-Off (por exemplo, ACUD) em Berlim. Nessa altura, actuou pela primeira vez com o nome artístico "Hank Levine". 
Em 1994, frequentou cursos de Publicidade e Produção de longas-metragens no Programa de Extensão da UCLA em Los Angeles. Entre 1996 e 1999, viveu em Nova York para filmar o documentário War Zone. Em 1999, converteu-se ao judaísmo. Em 2000 foi para o Brasil e casou-se com a produtora Andrea Barata Ribeiro, com quem tem duas filhas.
De 2000 a 2012 viveu no Brasil, trabalhando com diretores como Fernando Meirelles, com quem produziu e co-produziu documentários indicados ao Óscar, como Lixo Extraordinário e longa-metragens, como Cidade de Deus, e para sua produtora o2filmes criou um Departamento Internacional em 2002, que dirigiu até 2009. De 2008 a 2011 foi sócio da produtora Ginga Eleven Filmes, também em São Paulo.
Em 1995, Levine fundou sua produtora alemã Hank Levine Film GmbH( desde 2019 Hank Levine Film & Music GmbH (HLFM)), que produziu seus maiores sucessos audiovisuais, inclusive as trilhas sonoras e remixes de Cidade de Deus, desde 2018 disponíveis em plataforma digital, e  também é  a dona dos direitos de desenvolvimento do musical Cidade de Deus, adaptação do filme para os teatros.  Atualmente vive com a sua esposa Paola Barbieri Pasquali na Espanha.

## Foco artístico
Os documentários e longas-metragens de Levine focam em questões contemporâneas, como conflitos ambientais, sociopolíticos e sociais.
Em 1998 obteve pela primeira vez sucesso internacional como produtor com o documentário War Zone, dirigido por Maggie Hadleigh-West. Produzido ao longo de vários anos, o filme documenta agressões sexuais contra mulheres nas ruas de metrópoles americanas como Nova York e São Francisco. Este documentário teve sua estréia mundial na Berlinale 1998 (seção Fórum).
O sucesso internacional do filme Cidade de Deus (2003), com quatro nominações ao Óscar e mais de 40 premiações, foi seguido pelos documentários Ginga - A alma do futebol brasileiro (2005) e Lixo Extraordinário (2010), este último também com indicação ao Oscar de melhor documentário.  No mesmo ano, paralelo com a  produtora Ginga Eleven, Hank Levine produziu o  longa de ficcão Rosa Morena (2010), dirigido por Carlos Augusto de Oliveira, que recebeu o Prêmio Itamaraty de Melhor Filme do Brasil. 
Para a direção de seu primeiro documentário Abandonados (2011), Hank acompanhou durante quatro anos a meninos de rua e registrou as tragédias diárias vividas pelos menores abandonados tentando sobreviver pelas ruas de São Paulo. O documentário Barcelona o Barsakh (2011) mostra um grupo de senegaleses que tentam atravessar o mar Mediterrâneo em botes e chegar na costa da Espanha.
Outro documentário Exodus, de onde eu vim não existe mais, com narração de Wagner Moura, foi  concluído em 2017 e também trata de questões de migração e refúgio, mas aqui a nível global com personagens de cinco continentes. Hank Levine conta histórias de novos começos e grandes mudanças vitais e existenciais.
Em 2019 Hank completou o documentário Dialogue Earth, a biografia da artista Ulrike Arnold e o processo de criação da obra "One World Painting", que é uma monumental pintura de dupla face e foi pintada com terra de todos os continentes. Este trabalho representa um grande ponto de exclamação e nos faz refletir sobre o problema ambiental global.

## Filmografia (Seleção)

### Como produtor
- 1995: Ocean Blue, curta-metragem.
- 1998: The Original Sin, curta-metragem.
- 1998: War Zone, documentário.
- 1999: Hidden Agenda (co-produtor executivo).
- 2000: Waterproof.
- 2000: Deus Jr. (co-produtor).
- 2001: Dog Days.
- 2001: Xeretas (co-produtor).
- 2002: Cidade de Deus (co-produtor).
- 2005: Ginga - A alma do futebol brasileiro, documentário.
- 2010: Pesadelo, curta-metragem.
- 2010: Rosa Morena, longa-metragem de ficção.
- 2010: Futebol Brasileiro, documentário.
- 2010: Lixo Extraordinário, documentário.
- 2011: Abandonados, documentário.
- 2011: Independent Lens, documentário.
- 2011: Barcelona or Barsakh, documentário.
- 2012: DES, curta-metragem.
- 2014: Praia do Futuro.
- 2017: Exodus - de onde eu vim não existe mais, documentário.
- 2019: Dialogue Earth, documentário.

### Como diretor
- 1993: The Flying Dutchmen
- 2003: Batucada Remix
- 2004: DJ Mau Mau: Space Funk
- 2005: Ginga - A alma do futebol brasileiro
- 2010: Pesadelo
- 2011: Abandonados
- 2011: Barcelona or Barsakh
- 2017: Exodus - de onde eu vim não existe mais
- 2019: Dialogue Earth